# Kansa
Dans la tradition indienne, le kansa est un alliage de cuivre appréciée pour ses qualités sonores, esthétiques et thérapeutiques. Le kansa est une forme de bronze composée d’environ 80 % de cuivre, 20 % d’étain, généralement complétés par des quantités minimes de zinc, de fer et de plomb.
Le kansa est considéré par certains traités métallurgiques comme un métal (loha) en soi (voir notamment le Charaka Samhita).

## Étymologie
« Kansa » dérive du terme sanskrit « kamsya » कांस्य.

## Utilisations

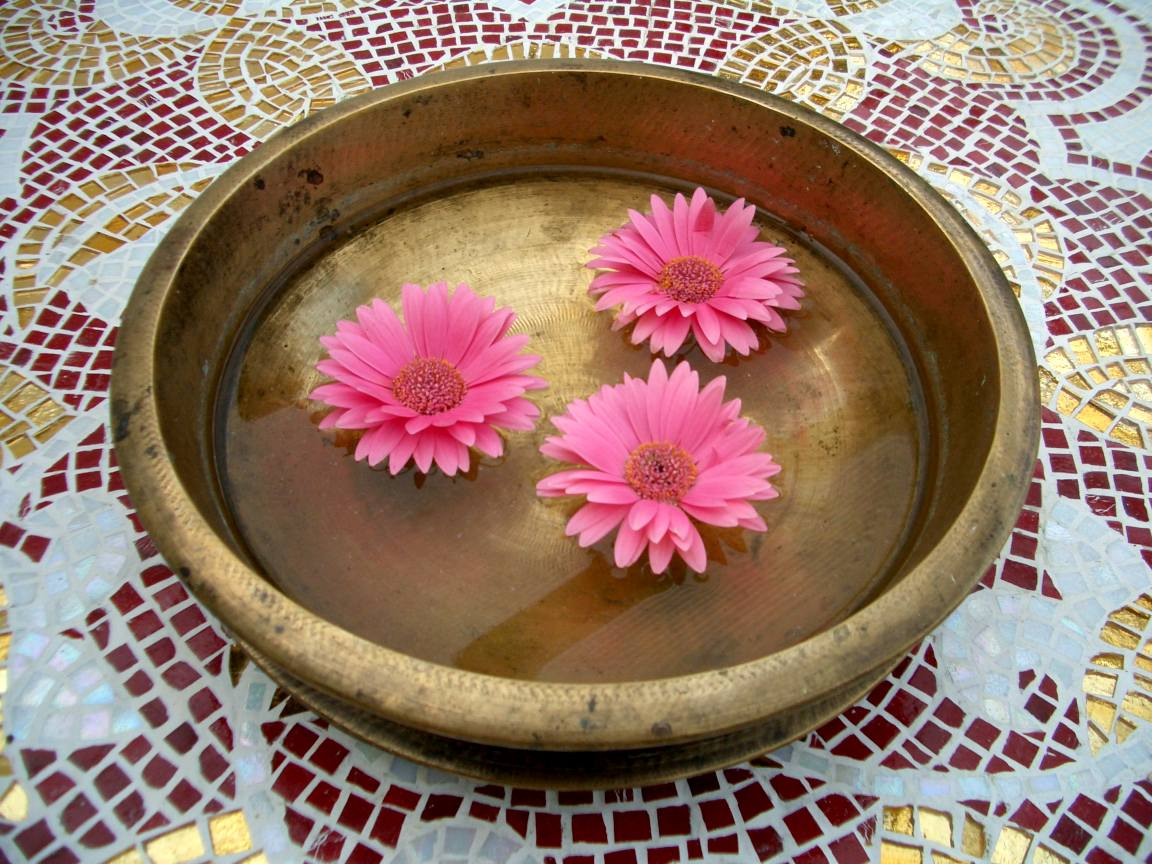
Vasque de bronze.

### Pour la santé
Du fait de sa forte proportion de cuivre, le kansa est utilisé pour la préparation de remèdes ayurvédiques et pour la fabrication d’objets quotidiens, notamment des bols, gobelets et pots à eau qui servent à purifier l’eau et enrichir l’alimentation. Le « vadki » (petit bol) en kansa, ou « kansu » est utilisé, en traitement ayurvédique, pour les massages des pieds.

### Pour le son
Les qualités sonores du kansa (ou « Bell metal (en) ») en font un métal de choix pour les cymbales, gongs, bols chantants et autres instruments rituels et musicaux des traditions issu du védisme. 

### Pour sa valeur esthétique
En Inde, le kansa est souvent largement utilisé pour la fabrication de sculptures, d’objets décoratifs et d’ustensiles de cuisine du fait de ses reflets dorés généreux.